# Chelifer orentalis
Chelifer orentalis es una especie de arácnido del orden Pseudoscorpionida de la familia Cheliferidae. Se encuentra en Japón.